# Umov
Umov [úmov] je priimek več osebnosti (rusko У́мов). V ruski tradiciji priimek Umov izhaja od nezakonskih otrok rodu Naumovih.
- Jurij Petrovič Umov, ruski častnik.
- Nikolaj Aleksejevič Umov (1846—1915), ruski fizik, matematik in filozof.
- Vladimir Aleksandrovič Umov, ruski častnik.
- Vladimir Aleksejevič Umov (1847—1880), ruski pravnik.